# Поповка (Ленінградська область)
Поповка (рос. Поповка) — хутір у Кінгісеппському районі Ленінградської області Російської Федерації.
Населення становить 2 особи. Належить до муніципального утворення Івангородське міське поселення.

## Історія
Згідно із законом від 28 жовтня 2004 року № 81-оз належить до муніципального утворення Івангородське міське поселення.

## Населення
| 1838 | 1857 | 1862 | 1882 | 1899 | 1997 | 2007 |
| ---- | ---- | ---- | ---- | ---- | ---- | ---- |
| 84   | ↘70  | ↗74  | ↗93  | ↗114 | ↘18  | ↘4   |
| 2010 | 2014 | 2017 |      |      |      |      |
| ↘1   | →1   | ↗2   |      |      |      |      |